# Marino da Trácia
Marino da Trácia (em grego:  Μαρῖνος; floruit c. 385 até 420–423, o mais tardar) foi brevemente arcebispo ariano indiscutível de Constantinopla após a morte do bispo Demófilo por volta de 386. Ele foi, no entanto, substituído por Doroteu de Antioquia por volta de 387 ou 388. Quando Doroteu chegou da Síria, ele foi imediatamente instalado como o novo arcebispo, tendo sido considerado por sua seita como mais qualificado para o cargo do que Marino. Também foi citado que a seita ficou descontente com a deposição de Marino, principalmente porque ele representava as opiniões de seu partido, que se associou às posições tomadas por Selina, bispo dos godos. Uma diferença fundamental, por exemplo, foi a maneira pela qual Doroteu negou a paternidade eterna de Deus, enquanto Marino a afirmou.
Daí em diante, Marino se retirou da comunhão com os arianos que seguiam Doroteu e, com um grupo de seguidores que se tornou numeroso o suficiente para ser considerado uma seita distinta de arianos, manteve uma rede rival de igrejas e oratórios. A seita sustentava, em contraste com os arianos sob Doroteu, que "o Pai sempre foi o Pai, mesmo quando o filho não era". Aqueles que ficaram do lado de Doroteu permaneceram na posse de suas igrejas, enquanto aqueles que ficaram do lado de Marino tiveram que construir novas. Esta seita ficou conhecida como os psatirianos, que incluíam Teoctisto - um de seus campeões mais proeminentes. O cisma entre as seitas seria curado pelo ex-cônsul Plinta durante o reinado de Teodósio II.